# Gonzo (circus)
Gonzo (circus) is een tweemaandelijks Nederlandstalig muziektijdschrift. Het werd voor het eerst uitgegeven in 1991.
Het blad publiceert in hoofdzaak over hedendaagse muziekgenres als jazz en improv, hedendaags klassiek, rock, noise, elektronische muziek en wereldmuziek. Vanaf 1995 werd bij elke uitgave een compilatie-cd, Mind the Gap, bijgesloten.
In juni 1998 organiseerde Guy Bleus een retrospectieve tentoonstelling van Gonzo (circus) (1991-1998) in het Centrum voor Beeldende Kunsten (nu Z33) in Hasselt (België).
Gonzo (circus) is onderdeel van uitgeverij Virtumedia.